# Łukasz Siemion
Łukasz Siemion (Bartoszewice, 12 de abril de 1985) es un deportista polaco que compitió en remo.
Ganó dos medallas de bronce en el Campeonato Mundial de Remo, en los años 2006 y 2009, y una medalla de plata en el Campeonato Europeo de Remo de 2010.

## Palmarés internacional
| Campeonato Mundial | Campeonato Mundial          | Campeonato Mundial | Campeonato Mundial        |
| Año                | Lugar                       | Medalla            | Prueba                    |
| ------------------ | --------------------------- | ------------------ | ------------------------- |
| 2006               | Eton (Reino Unido)          | Medalla de bronce  | Ocho con timonel ligero   |
| 2009               | Poznań (Polonia)            | Medalla de bronce  | Cuatro sin timonel ligero |
| Campeonato Europeo |                             |                    |                           |
| Año                | Lugar                       | Medalla            | Prueba                    |
| 2010               | Montemor-o-Velho (Portugal) | Medalla de plata   | Cuatro sin timonel ligero |